# 야에야마 제도
야에야마 제도(일본어: 八重山諸島 야에야마쇼토[*], 야에야마어: Yaima, 오키나와어: Ēma)는 일본 오키나와현에 있는 군도이다. 섬들은 일본 본토로부터 가장 멀리 떨어져 있고, 일본 최남단의 유인도인 하테루마섬과 일본 최서단의 요나구니섬을 포함한다. 야에야마 제도는 오키나와섬보다 타이완에 더 가깝다.
섬들은 난세이 제도의 남쪽의 일부이다. 야에야마군은 행정적으로 이시가키섬과 분쟁중인 센카쿠 열도를 제외한 야에야마 제도의 모든 섬들을 포함한다.
야에야마는 16세기에 이르기까지 일본은 커녕 류큐 왕국에도 복속되지 않았다. 1500년에야 류큐에서 야에야마를 정복했다(아카하치의 난).
1962년에 풍토병인 말라리아가 박멸되었다.

## 섬(유인도)
이시가키시
- 이시가키섬

다케토미정
- 다케토미섬
- 고하마섬
- 구로시마섬
- 아라구스쿠섬
  - 가미지섬
  - 시모지섬
- 이리오모테섬
- 하토마섬
- 유포시마섬
- 나카노카미섬
- 하테루마섬

요나구니정
- 요나구니섬

## 같이 보기
- 야에야마 지청
- 미야코 제도
- 야에야마 지진
- 타이완